# Saint-Morillon
Saint-Morillon är en kommun i departementet Gironde i regionen Nouvelle-Aquitaine i sydvästra Frankrike. Kommunen ligger i kantonen La Brède som tillhör arrondissementet Bordeaux. År 2022 hade Saint-Morillon 1 817 invånare.

## Befolkningsutveckling
Antalet invånare i kommunen Saint-Morillon
Referens:INSEE